# Aeroporto de Presidente Prudente
O Aeroporto Estadual de Presidente Prudente/Adhemar de Barros (IATA: PPB, ICAO: SBDN) é um aeroporto localizado no município de Presidente Prudente, o terceiro maior em movimento dos aeroportos administrados pelo DAESP.

## História
Em 2009, a Gol Linhas Aéreas inicia as suas operações na cidade.[carece de fontes?]
Em 15 de abril de 2011, a Azul Linhas Aéreas inicia suas operações no aeroporto.
Em 23 de maio de 2011, a antiga TRIP Linhas Aéreas inicia suas operações no aeroporto. Após uma breve interrupção devido a reestruturação da malha aérea da empresa, os voos foram retomados a partir de 7 de maio de 2012 e operaram regularmente até a TRIP ser incorporada pela Azul.
Em 4 de fevereiro de 2022, foi concedido à iniciativa privada, passando a pertencer ao Consórcio Aeroportos Paulista (ASP).

Após ter deixado de operar no aeroporto em setembro de 2002, a LATAM Airlines Brasil  retomou os voos em agosto de 2022.

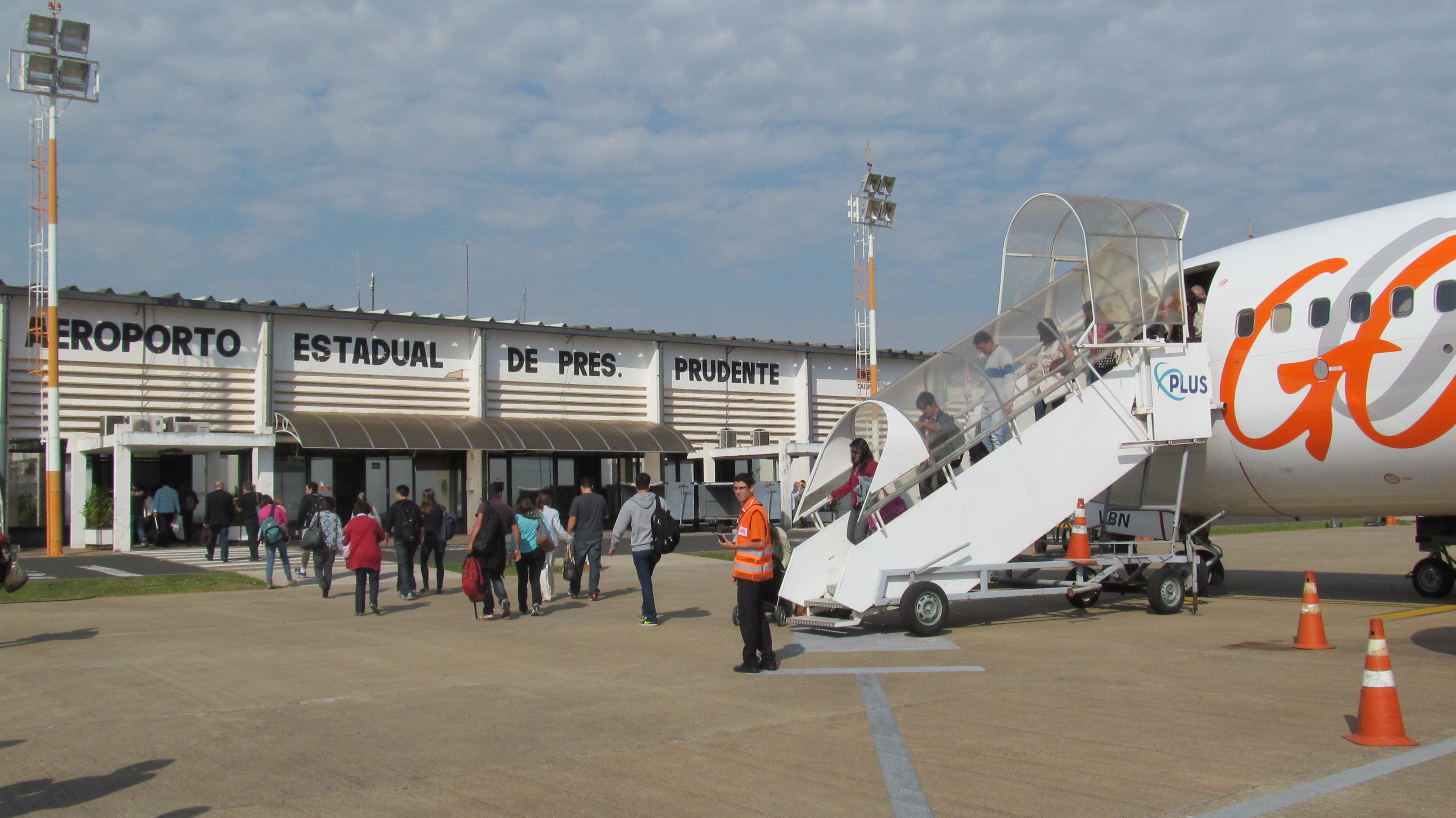
Desembarque 737-700 Gol.

## Ampliação e modernização
Devido ao crescimento do aeroporto, entre 2009 e 2011 foram realizadas obras como reforma da pista, ampliação do terminal, assim como a colocação de esteiras de bagagens, modernização do saguão, ampliação do pátio de aeronaves, bem como a construção da seção de combate a incêndios.
Em outubro de 2019, o DAESP confirmou o seu interesse em ampliar o aeroporto, com a construção de um estacionamento de veículos, pátio de aeronaves, pistas de taxiamento e um novo terminal de passageiros na Avenida Presidente Prudente, também conhecida como prolongamento da Avenida Coronel Marcondes.
O aeroporto fez parte do plano de privatizações proposto pelo Ex-Governador do Estado João Dória.

## Movimento
| Ano  | Passageiros | Aeronaves | Carga (kg) |
| ---- | ----------- | --------- | ---------- |
| 2009 | 178 926     | 11 711    | 93 951     |
| 2010 | 213 105     | 12 731    | 149 133    |
| 2011 | 259 190     | 13 281    | 140 777    |
| 2012 | 289 124     | 17 474    | 106 702    |
| 2013 | 266 123     | 16 373    | 136 004    |
| 2014 | 295 508     |           |            |
| 2015 | 272 204     | 12 315    | 89 422     |
| 2016 | 258 167     | 10 846    | 126 982    |
| 2017 | 256 883     | 10 622    | 181 179    |
| 2018 | 279 626     | 11 403    | 233 980    |

## Dados

### Movimento[17]
- Dimensões (m): 2.110 x 35
- Designação da cabeceira: 12 - 30 - Cabeceira Predominante: 12
- Declividade máxima: 1,4% - Declividade Efetiva: 1,25%
- Tipo de Piso: asfalto - Resistência do Piso (PCN): 38/F/A/X/T

### Pista[17]
- Ligação do pátio à cabeceira 12 - PRA (m): 320 x 23
- Rolamento à cabeceira 30 - PRB (m): 2.100 x 35
- Rolamento - PRC: 200 x 23
- Tipo de Piso: asfalto
- Distância da cabeceira mais próxima (m): 320

### Pátio[17]
- Dimensões (m): 61 x 100 - 68 x 100 - 78 x 100
- Capacidade de Aviões: 6 Aeronaves ( 4 x Boeing 737-800 e 2 x ATR-72)
- Dist. da Borda ao Eixo da Pista(m): 150 - Tipo de Piso: concreto

### Auxílios operacionais[17]
- Auxílios instrumentos: NDB - VOR - DME - RNAV
- Torre de Controle
- EPTA / Estação Meteorológica - Sinais de Eixo de Pista
- Sinais de Cabeceira de Pista - Sinais Indicadores de Pista
- Sinais de Guia de Táxi - Farol Rotativo - Luzes de Táxi
- Luzes de Pista - Luzes de Obstáculos - Biruta
- Luzes de Cabeceira - Iluminação de Pátio
- Frequências de Comunicação (VHF): Controle de Aproximação (Approach) - 125.450 MHz | Frequência da Torre (Tower) - 118.450 MHz
- Circuito de Tráfego Aéreo: Padrão
- Categoria contra incêndio disponível: 6